# Gmina Zagórz
Die Gmina Zagórz ist eine Stadt-und-Land-Gemeinde im Powiat Sanocki der Woiwodschaft Karpatenvorland in Polen. Ihr Sitz ist die gleichnamige Stadt mit etwa 5100 Einwohnern.
Die Gemeinde liegt im Hügelland der Pogórze Bukowskie. Zu den Gewässern gehört die Osława, die nördlich der Stadt in den San mündet.

## Partnergemeinden
- Medzilaborce, Slowakei
- Horodok, Ukraine
- Schidnyzja, Ukraine

## Gliederung
Zu der Stadt-und-Land-Gemeinde (gmina miejsko-wiejska) gehören neben der namensgebenden Stadt Zagórz 11 Dörfer mit einem Schulzenamt:
Czaszyn
Łukowe
Mokre
Morochów
Olchowa
Poraż
Tarnawa Dolna
Tarnawa Górna
Średnie Wielkie
Zahutyń
Kalnica
Der Ort Brzozowiec gehört zu Czaszyn.

## Verkehr
Zagórz liegt an der Droga krajowa 85. In der Stadt liegen die Bahnhöfe Zagórz und Nowy Zagórz, wo die Bahnstrecke Nowy Zagórz–Łupków von der Bahnstrecke Stróże–Krościenko abzweigt.